# 15 cm schwere Feldhaubitze 02
A 15 cm schwere Feldhaubitze 02 (rövidítve 15 cm s.F.H. 02 vagy 15 cm sFH 02, magyarul 15 cm-es nehéz tábori tarack 02) egy német gyártmányú nehéz tábori tarack volt, melyet 1903-ban rendszeresítettek, majd az első világháború alatt használtak.

## Történet és leírás
A szabványos német tábori löveghez, az FK 96 n.A.-hoz hasonlóan a 15 cm sFH 02 is merev hátrasiklású lövegként kezdte pályafutását. A löveget 1893-ban mutatták be, de 1899-ben felmerült a kérdés, miszerint alkalmazni kellene a lövegeknél a modern hátrasikló rendszert. Az első ilyet  a Krupp fejlesztette ki, ez volt a Versuchshaubitze 99, de végeredményében nehéznek bizonyult, a csapatpróbák után pedig újratervezték könnyebb alvázzal, az eredmény pedig a schwere Feldhaubitze 02 lett, az első löveg a német hadseregben, amelyet modern hátrasikló rendszerrel láttak el.
Hivatalosan 1903 júniusában állították hadrendbe. Minden katonai alakulat egy nehéz tüzérségi zászlóaljjal rendelkezett, zászlóaljanként négy századdal, századonként négy darab schwere Feldhaubitze 02 löveggel. Az első világháború 1914-es kitörésekor 416 darab nehéz tarack állt a német hadsereg rendelkezésére.
A löveg meglepően mozgékony, mozgékonyabb mint a kisebb 10,5 cm Feldhaubitze 98/09 löveg (melynek hátrányossága, hogy a löveg és a löveghez használt lövegmozdony tengelytávja eltérő). A fegyver modernizációja már a háború előtt elkezdődött, elsődleges szempont a lövegpajzzsal való ellátás és a rövid lőtávolság javítása volt. Az eredmény a 15 cm schwere Feldhaubitze 13 lett.

## Fordítás
- Ez a szócikk részben vagy egészben  a(z)   15 cm sFH 02 című angol Wikipédia-szócikk ezen változatának fordításán alapul.  Az eredeti cikk szerkesztőit annak laptörténete sorolja fel. Ez a jelzés csupán a megfogalmazás eredetét és a szerzői jogokat jelzi, nem szolgál a cikkben szereplő információk forrásmegjelöléseként.